# Lucifer (Daisy-sang)
"Lucifer" er en single fra 1970 med den aarhusianske rockgruppe Daisy. Det var gruppens debutsingle og den blev udgivet af Jack Fridthjof på hans mærke Circle. "Lucifer" nåede ud over landets grænser, da den gennem en hel uge blev spillet på Radio Luxembourg.

## Baggrund
Daisy havde planlagt at indspille Lars Muhl-kompositionen, "Sappage Hamp", som deres debutsingle, men den blev dagen før indspilningen udskiftet med "Lucifer", der var mere i tråd med tidens lyd. Musikalsk havde Daisy i løbet af 1970 bevæget sig væk fra deres udgangspunkt - 60'er poppen - hen imod progressiv rock. Teksten til den nye sang blev skrevet færdig ombord på færgen på vej mod studiet i København. "Lucifer" og b-siden "Zimmerman" blev indspillet på nogle få timer i Metronome Studiet med Fridthjof ved knapperne. Instrumentalnummeret "Zimmerman" var opkaldt efter Muhls opretstående klaver af samme navn.

## Trackliste
1. "Lucifer" (Veigaard/Muhl-Lorentzen) – 5:37
2. "Zimmerman" (Muhl-Lorentzen) – 5:33

## Medvirkende
- Poul Erik Veigaard: Vokal
- Lars Muhl: Orgel
- Frank Lorentzen: Guitar
- Erik Falck Johansen: Bas
- Eigil Madsen: Trommer